# Osservatorio astronomico di Cima Rest
L'osservatorio astronomico di Cima Rest è un osservatorio situato sull'omonimo altopiano nel comune di Magasa, in Lombardia. 

## Storia

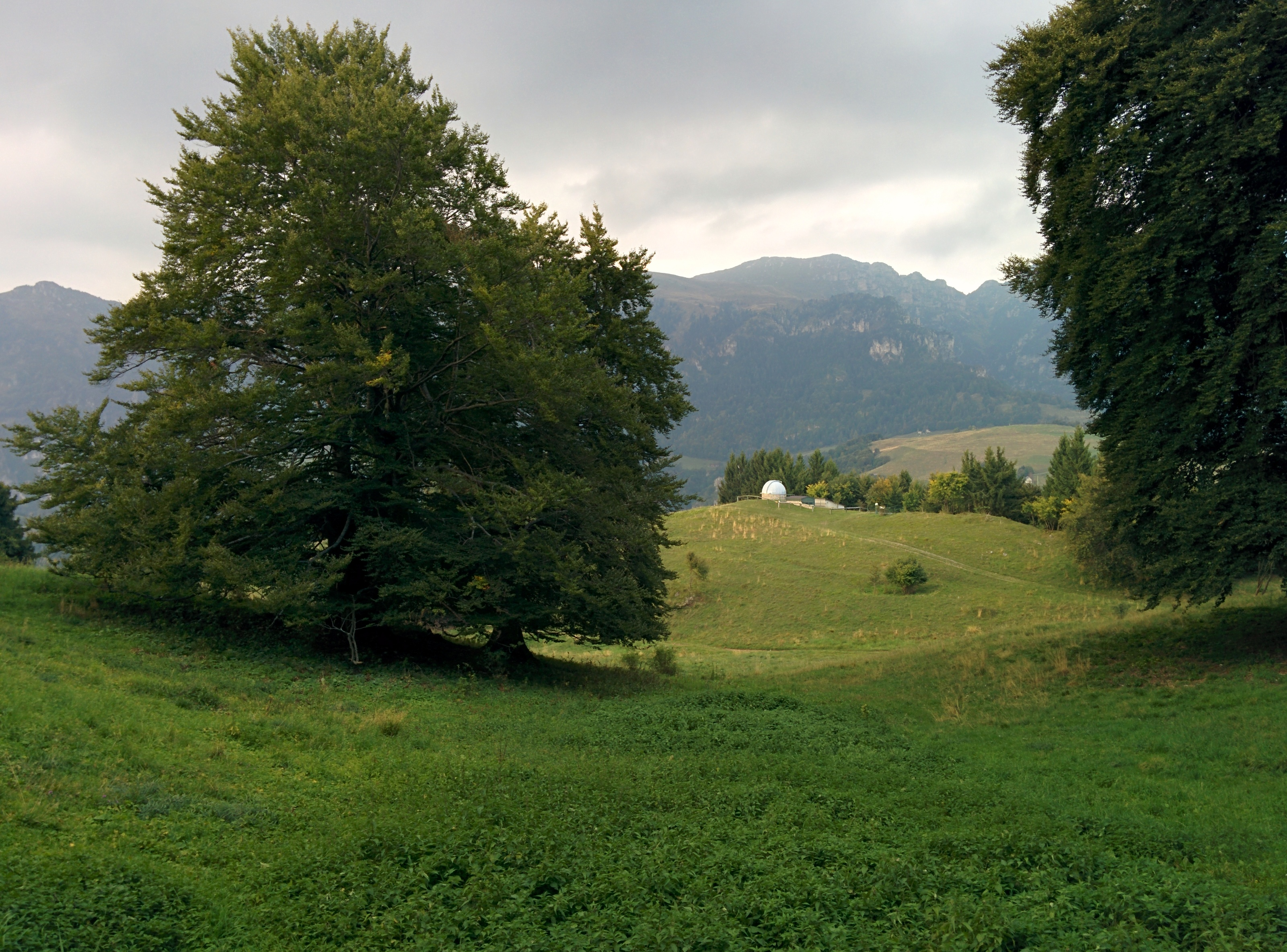
L'osservatorio visto da malga Corva

Già dal 1993 erano sorti gli interessi a costruire un osservatorio astronomico nella zona e si interpellò l'allora sindaco di Magasa Giorgio Venturini sulla fattibilità del progetto. L'idea fu accolta e il comune si curò di ottenere l'approvazione da parte della Regione Lombardia, arrivata nel maggio 1994. Subito dopo cominciò la realizzazione dell'osservatorio, pienamente operativo dal 1997 a carico dell'A.A.S. (Associazione Astrofili di Salò). Dall'osservatorio sono stati scoperti dei corpi minori, come l'asteroide 221769 Cima Rest.

## Strumentazione
L'osservatorio è diviso in due strutture dotate di telescopi: la prima aperta al pubblico, la seconda per attività di osservazione e ricerca. Rispettivamente i telescopi sono due riflettori in configurazione newtoniana con specchi del diametro di 37,5 cm e 50,8 cm.